# Francesco Antonio La Fornara
Francesco Antonio La Fornara, noto anche con lo pseudonimo di Sieur Francisque (Monopoli, 29 marzo 1706 – Versailles, 12 aprile 1781), è stato un castrato italiano, figlio di Mastro Giuseppe e Cecilia Zaccaria (provenienti da Martina Franca).

## Biografia
Cantante della Chapelle Royale fu chiamato nel coro de Les Éléments di André Cardinal Destouches e Michel-Richard de Lalande (1721) e dell'Anacréon di Jean-Philippe Rameau (1754).